# Sárgahasú magvágó
A sárgahasú magvágó (Pheucticus chrysogaster) a madarak osztályának verébalakúak (Passeriformes) rendjébe és a kardinálispintyfélék (Cardinalidae) családjába tartozó faj.

## Rendszerezése
A fajt René Lesson francia orvos és ornitológus írta le 1832-ben, a Pitylus nembe Pitylus chrysogaster néven.

## Alfajai
- Pheucticus chrysogaster chrysogaster (Lesson, 1832)
- Pheucticus chrysogaster laubmanni Hellmayr & Seilern, 1915[2]

## Előfordulása
Az Andokban, Ecuador, Kolumbia, Peru és Venezuela területén honos. Természetes élőhelyei a szubtrópusi és trópusi hegyi esőerdők, száraz erdők és cserjések, valamint másodlagos erdők,  szántóföldek és városi régiók. Állandó, nem vonuló faj.

## Megjelenése
Testhossza 22 centiméter, testtömege 54-59 gramm.
|  |

## Természetvédelmi helyzete
Az elterjedési területe nagyon nagy, egyedszáma pedig stabil. A Természetvédelmi Világszövetség Vörös listáján nem fenyegetett fajként szerepel.